# Paterna del Madera
Paterna del Madera ist ein Ort und eine aus dem Hauptort sowie mehreren Weilern (pedanías) und Einzelgehöften (fincas) bestehende Gemeinde (municipio) mit 339 Einwohnern (Stand: 2024) im Südwesten der Provinz Albacete in der autonomen Region Kastilien-La Mancha.

## Lage und Klima
Paterna del Madera liegt inmitten der Berglandschaft der Sierra de Alcaraz ca. 80 km (Fahrtstrecke) südwestlich der Provinzhauptstadt Albacete in einer Höhe von ca. 1130 m. Im Winter ist das Klima wegen der Höhenlage durchaus kühl, im Sommer dagegen warm; die geringen Niederschlagsmengen (ca. 481 mm/Jahr) fallen – mit Ausnahme der nahezu regenlosen Sommermonate – verteilt übers ganze Jahr.

## Bevölkerungsentwicklung
| Jahr      | 1970 | 1981 | 1991 | 2001 | 2011 | 2021 |
| Einwohner | 1200 | 815  | 678  | 524  | 440  | 329  |

## Sehenswürdigkeiten
- Marienkirche